# Ladoník
Ladoník neboli kamas (Camassia) je rod rostlin z čeledi chřestovitých. Patří mezi cibulnaté a hlíznaté květiny a roste hojně jako trvalka v prériích západní části Severní Ameriky. Může dosáhnout výšky přes jeden metr a na jaře kvete bílými až tmavě fialovými květy uspořádanými v hroznech. Původní Američané ladoníku říkali „quamash“ a sbírali jeho sladce chutnající hlízy, které pojídali syrové, vařené i pečené, také je sušili do zásoby na zimu. Na radu indiánů se kamasem živili také účastníci Lewisovy a Clarkovy expedice, podle rostliny je nazváno město Camas ve státě Washington. Existuje však nebezpečí záměny s podobnou rostlinou Toxicoscordion venenosum, která je jedovatá. V Evropě se ladoníky pěstují od poloviny dvacátého století jako okrasné rostliny, množí se z cibulek i semeny, vyžadují výhřevné hlinité půdy.

## Zástupci
- ladoník Leichtlinův (Camassia leichtlinii)